# Октябрь (Тверская область)
Октябрь — опустевший поселок в Бежецком районе Тверской области. Входит в состав Фралёвского сельского поселения.

## География
Находится в восточной части Тверской области на расстоянии приблизительно 3 км по прямой на север от районного центра города Бежецк у бывших торфоразработок.

## История
Поселок был отмечен на карте 1978 года как Красное Урочище. Ранее до Бежецка из Красного урочище вела неэлектрифицированная торфовозная УЖД длинной 10 км Построена она была не ранее 1940-х годов, а разобрана в 1970-е годы. Здесь находилось месторождение торфа.

## Население
Численность населения не была учтена как в 2002 году, так и в 2010.